# Mielimąka (zbiornik zaporowy)
Zalew Mielimąka – zalew położony niedaleko osady Mielimąka, w województwie wielkopolskim, w powiecie chodzieskim, na rzece Margoninka.
Oddany do użytkowania w 2000 roku, ma powierzchnię ok. 50 ha i pojemność 1,33 mln m³. Znajduje się pod zarządem  Wielkopolskiego Zarządu Melioracji i Urządzeń Wodnych w Poznaniu. Pełni funkcję przeciwpożarową.
W 2012 Polski Związek Wędkarski zarybiał zalew takimi gatunkami jak: sandacz, jaź, węgorz, karp, lin, sum, boleń i szczupak.